# Pomnik Bolesława Kominka we Wrocławiu
Pomnik kardynała Bolesława Kominka – pomnik na Wyspie Piasek, przy ul. Najświętszej Marii Panny, u wejścia na Ostrów Tumski we Wrocławiu.
Pomnik, w formie posągu z brązu o wys. 4,35 m i wadze około 2 ton, przedstawia kardynała Bolesława Kominka w płaszczu i w mitrze, trzymającego w ręku gołębia jako symbol pokoju. Kształt posągu nawiązuje do linii gotyckich okien kościoła Najświętszej Marii Panny na Piasku, który stanowi tło dla pomnika; realistycznie są przedstawione jedynie twarz i dłonie kardynała. Rzeźba (bez cokołu) stoi na szerokiej, płaskiej podstawie z szarego granitu na której umieszczono napisy: „kardynał Bolesław Kominek” i lata „1903–1974”, a poniżej duży napis: „...Przebaczamy i prosimy o przebaczenie” oraz na dole jego tłumaczenie na język niemiecki – „...Wir vergeben und bitten um Vergebung”. 
Stanowi upamiętnienie kardynała Kominka jako pierwszego polskiego arcybiskupa metropolity wrocławskiego (sprawował tę funkcję od 28 czerwca 1972 r. do 10 marca 1974 r.) od śmierci Adolfa Bertrama w 1945 r. oraz jako inicjatora i autora listu biskupów polskich do niemieckich z 1965 r. (z którego pochodzi cytat, znajdujący się na pomniku), przez wiele lat działającego na rzecz uznania przez Niemcy Zachodnie granicy na Odrze i Nysie.
Pomnik ufundowała Rada Miasta z inicjatywy prezydenta WrocławiaRafała Dutkiewicza, według projektu rzeźbiarza Sławoja Ostrowskiego. Został odsłonięty 3 grudnia 2005 r. w 40. rocznicę wystosowania orędzia biskupów polskich do biskupów niemieckich, które należy do najważniejszych wydarzeń w budowaniu pojednania i porozumienia polsko-niemieckiego po II wojnie światowej.